# برايان فينيران
برايان فينيران (بالإنجليزية: Brian Finneran)‏ هو لاعب كرة قدم أمريكية أمريكي، ولد في 31 يناير 1976 في ميسيون فيجو في الولايات المتحدة.

## وصلات خارجية
- برايان فينيران على موقع مرجع كرة القدم المحترفة.كوم (الإنجليزية)